# Nelson Vivas
Nelson David Vivas (ur. 18 października 1969 w Granadero Baigorria) – argentyński piłkarz występujący na pozycji obrońcy. W czasie kariery piłkarskiej mierzył 170 cm wzrostu.

## Kariera klubowa
Vivas swoją zawodową karierę piłkarską rozpoczął w 1990 r. w klubie Quilmes Atlético Club. W 1994 przeszedł do Boca Juniors. W ekipie Xeneizes rozegrał 86 meczów i strzelił 3 bramki. Następnym klubem w karierze Argentyńczyka było AC Lugano. W tej drużynie grał przez jeden sezon i był podstawowym zawodnikiem. Potem Nelson przeszedł do angielskiego Arsenal F.C. W 2001 r. Kanionierzy wypożyczyli Vivasa na pół sezonu do Celty Vigo. Po wypożyczeniu Nelson grał jeszcze jeden sezon w Arsenalu, ale nie był podstawowym zawodnikiem, więc przeszedł do Interu Mediolan. Przez dwa sezony spędzone w tym klubie rozegrał tylko 19 meczów. Potem przeniósł się do River Plate. Ostatnim klubem w karierze Argentyńczyka była drużyna, której był wychowankiem – Quilmes Atlético Club.

## Kariera reprezentacyjna
Vivas zadebiutował w drużynie narodowej w 1994 r. W 1998 r. Passarella powołał go na mundial. Na tym turnieju Argentyńczycy doszli do ćwierćfinału, a sam Nelson rozegrał 4 mecze i nie strzelił gola. Łącznie w reprezentacji Vivas rozegrał 39 meczów i strzelił 1 bramkę.